# Rinon Isono
Rinon Isono (磯野莉音), née le 13 novembre 2000, est une chanteuse et idole japonaise, membre du groupe féminin Sakura Gakuin et son sous-groupe Kagaku Kyumei Kiko LOGICA?. Elle est produite par l'agence Amuse, Inc..

## Biographie
Rinon Isono intègre le groupe Sakura Gakuin avec Hana Taguchi en juillet 2011, toutes les deux formant la 3e génération du groupe. Le premier disque auquel elle participe est Verishuvi qui sort en décembre 2011.
Elle forme avec d'autres membres de Sakura Gakuin, Marina Horiuchi et Hinata Satō, son plus récent sous-groupe, Kagaku Kyumei Kiko LOGICA? (sur le thème de la science) dans au sein duquel elle adopte le surnom RiNon et avec qui elle sort un unique disque Science Girl ▽ Silence Boy. Le groupe enregistrera par la suite d'autres chansons qui figureront sur les albums de Sakura Gakuin. Mais deux ans plus tard, en raison du fait que Marina Horiuchi et Hinata Satō soient diplômées de l'école secondaire, leur départ de Sakura Gakuin est annoncé en février 2014. Étant en parallèle membres d'autres sous-groupes comme Twinklestars, sleepiece et Pastel Wind, elles quittent alors tous ces groupes et Sakura Gakuin le 30 mars 2014, la date où a lieu leur remise de diplôme. Rinon Isono reste à présent le seul membre présent dans Kagaku Kyumei Kiko LOGICA?.
Après le départ des membres aînés le 29 mars 2015, Rinon Isono reste le membre représentant des 3 premières générations du groupe. Elle est désignée 5e Présidente du Conseil des Étudiants du groupe en mai 2015, avec l'ajout de plus jeunes membres dans la foulée, le même mois.

## Groupes
- Sakura Gakuin (2011-)
  - Kagaku Kyumei Kiko LOGICA? (2012-)

## Discographie en groupe

### Avec Sakura Gakuin
| #             | Date de sortie   | Titre de l'album                          | Label                 | Remarques               |               |               |               |               |
| Albums studio | Albums studio    | Albums studio                             | Albums studio         | Albums studio           | Albums studio | Albums studio | Albums studio | Albums studio |
| ------------- | ---------------- | ----------------------------------------- | --------------------- | ----------------------- | ------------- | ------------- | ------------- | ------------- |
| 2             | 21 mars 2012     | Sakura Gakuin 2011nendo ~FRIENDS~         | Universal Music Japan |                         |               |               |               |               |
| 3             | 13 mars 2013     | Sakura Gakuin 2012nendo ~My Generation~   | Universal Music Japan |                         |               |               |               |               |
| 4             | 12 mars 2014     | Sakura Gakuin 2013nendo ~Kizuna~          | Universal Music Japan |                         |               |               |               |               |
| 5             | 25 mars 2015     | Sakura Gakuin 2014nendo ~Kimi ni Todoke~  | Universal Music Japan | dernier album participé |               |               |               |               |
| Singles       |                  |                                           |                       |                         |               |               |               |               |
| 2             | 21 décembre 2011 | Verishuvi                                 | Universal Music Japan |                         |               |               |               |               |
| 3             | 15 février 2012  | Tabidachi no Hi ni                        | Universal Music Japan |                         |               |               |               |               |
| 4             | 5 septembre 2012 | Wonderful Journey                         | Universal Music Japan |                         |               |               |               |               |
| 5             | 27 février 2013  | My Graduation Toss                        | Universal Music Japan |                         |               |               |               |               |
| 6             | 9 octobre 2013   | Ganbare!!                                 | Universal Music Japan |                         |               |               |               |               |
| 7             | 12 février 2014  | Jump Up ~Chiisana Yūki~                   | Universal Music Japan |                         |               |               |               |               |
| -             | 22 octobre 2014  | Heart no Hoshi                            | Universal Music Japan |                         |               |               |               |               |
| -             | 4 mars 2015      | Aogeba Tōtoshi ~From Sakura Gakuin 2014~' | Universal Music Japan |                         |               |               |               |               |

### Avec Kagaku Kyumei Kiko LOGICA?
| Année    | Titre                      | De l'album/single                            | Remarques |        |        |        |        |        |
| Single   | Single                     | Single                                       | Single    | Single | Single | Single | Single | Single |
| -------- | -------------------------- | -------------------------------------------- | --------- | ------ | ------ | ------ | ------ | ------ |
| 2012     | Science Girl ▽ Silence Boy | Sakura Gakuin 2012nendo ~My Generation~      |           |        |        |        |        |        |
| Chansons |                            |                                              |           |        |        |        |        |        |
| 2012     | Yume wo Hodoku Riron       | Science Girl ▽ Silence Boy                   |           |        |        |        |        |        |
| 2012     | IMA ELEMENT                | Science Girl ▽ Silence Boy                   |           |        |        |        |        |        |
| 2013     | Delta                      | Sakura Gakuin 2012nendo ~My Generation~      |           |        |        |        |        |        |
| 2013     | Welcome to My Computer     | Ganbare!! / Sakura Gakuin 2013nendo ~Kizuna~ |           |        |        |        |        |        |